# Катлер (Вісконсин)
Катлер (англ. Cutler) — місто (англ. town) в США, в окрузі Джуно штату Вісконсин. Населення — 300 осіб (2020).

## Демографія
Згідно з переписом 2010 року, у місті мешкало 326 осіб у 142 домогосподарствах у складі 89 родин. Було 314 помешкання
Расовий склад населення:
| - 93,6 % — білих - 0,9 % — корінних американців - 0,9 % — чорних або афроамериканців - 2,8 % — осіб інших рас |

До двох чи більше рас належало 1,8 %. Частка іспаномовних становила 4,0 % від усіх жителів.
За віковим діапазоном населення розподілялося таким чином: 18,1 % — особи молодші 18 років, 63,5 % — особи у віці 18—64 років, 18,4 % — особи у віці 65 років та старші. Медіана віку мешканця становила 49,0 року. На 100 осіб жіночої статі у місті припадало 106,3 чоловіків;  на 100 жінок у віці від 18 років та старших — 105,4 чоловіків також старших 18 років.
Середній дохід на одне домашнє господарство  становив 57 386 доларів США (медіана — 56 250), а середній дохід на одну сім'ю — 62 151 долар (медіана — 62 083). Медіана доходів становила 46 964 долари для чоловіків та 32 361 долар для жінок. За межею бідності перебувало 11,2 % осіб, у тому числі 12,3 % дітей у віці до 18 років та 22,2 % осіб у віці 65 років та старших.
Цивільне працевлаштоване населення становило 154 особи. Основні галузі зайнятості: освіта, охорона здоров'я та соціальна допомога — 23,4 %, виробництво — 13,6 %, сільське господарство, лісництво, риболовля — 13,0 %.